# Église Saint-Martin de Ville-sur-Jarnioux
L'église Saint-Martin de Ville-sur-Jarnioux est une église catholique située dans le département français du Rhône, sur la commune de Ville-sur-Jarnioux. Elle a été classée au titre de monument historique en 1979.

## Description

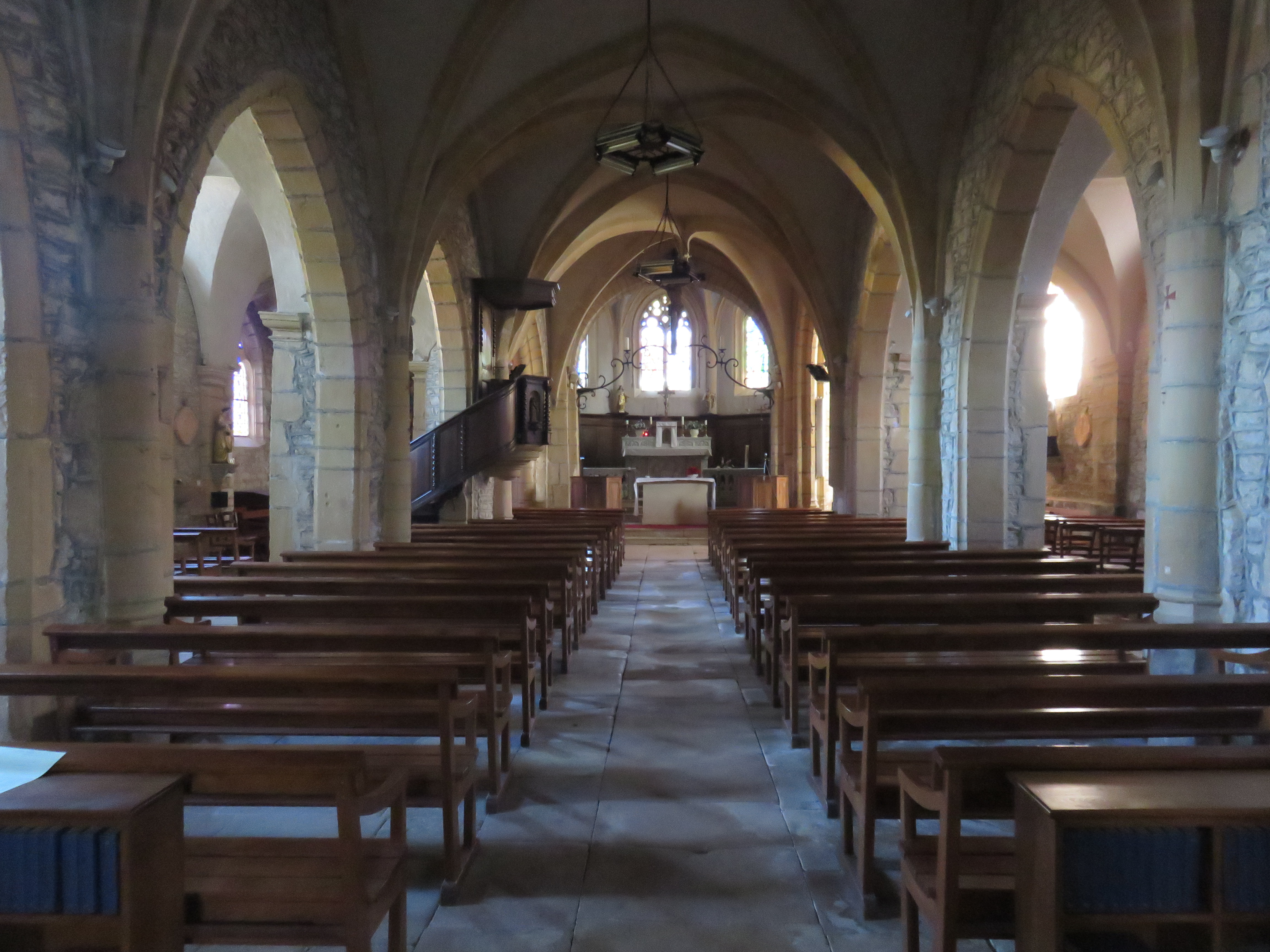
Nef de l'église.

L'église Saint-Martin date sans doute de la deuxième moitié du XIIe siècle mais la plus grande partie de l'église actuelle date des XVIe et XVIIe siècles. Elle a été construite sur les fondations d'un oratoire bénédictin cité dans une charte du cartulaire de l'abbaye de Savigny à la fin du Xe siècle.
Des travaux de rénovation ont été réalisés dans les années 1987-1988 pour consolider le bâtiment qui était en très mauvais état. Par la suite, les vitraux ont été restaurés en 1993, les statues en 1999, et les boiseries en 2001.

## Patrimoine classé
Le patrimoine classé au titre d'objet depuis 1987 dans la base Palissy du patrimoine mobilier français du Ministère de la Culture est riche. Ce sont des statues, des vitraux, des tableaux, et du mobilier liturgique. Plus étonnant, dans ces objets classés, on retrouve une bannière de fanfare ainsi que quinze médailles de la fanfare de Ville-sur-Jarnioux réalisées entre 1867 et 1904.

### Statues
Les statues en bois sont nombreuses, elles datent du XVIIe siècle et du XVIIIe siècle. On peut ainsi observer une statue de la Vierge à l'enfant, 
une statue d'une Sainte couronnée, 
une statue de Saint Jean Baptiste, 
de Saint Joseph, 
de Saint Blaise, 
de Sainte Lucie, 
de Saint Martin, 
de Saint Vincent et une Piétà.

### Vitraux
Les vitraux du chœur sont d'Alexandre Mauvernay et datent de 1845. 
La baie centrale de l'abside représente le Christ portant sa croix accompagné de la Vierge, la baie nord, Saint Paul et la baie sud représente Saint Pierre. À côté de Saint Pierre, on peut observer un grand vitrail représentant la Trinité et les vertus théologales, la foi avec le calice et le livre, l'espérance représentée par l'ancre et la charité représentée par le pélican nourrissant ses petits.

### Tableaux
On trouve dans l'église un tableau du XVIIe siècle offert à l'église en 2005 et restauré en 2012. Il représente la Trinité entourée d'anges avec saint Augustin et saint Claude au premier plan. 
De part et d'autre du chœur sont positionnés deux tableaux  du XIXe siècle.  Le premier représente les symboles d'un évêque avec sa mitre, sa croix, et sa crosse, le second évoque les symboles du prêtre : le calice, le ciboire, l'ostensoir, et les bénitiers. Sur les deux tableaux, les symboles sont surmontés d'une croix ornée d'un ruban et disposés sur un bouquet de feuillage.

### Autels
Dans l'église sont disposés trois autels, tous classés : 
le maitre autel avec six chandeliers et une croix d'autel, l'autel de la Vierge dans la chapelle de la Vierge, et l'autel de Saint Martin dans la chapelle sud.
Une piscine baptismale en pierre se trouve à droite de chacun des trois autels. Ils servaient à récupérer l'eau qui restait à la fin de la messe et les enfants de chœur y déposait les burettes.

### Mobilier liturgique
Les objets comme la chaire, le meuble de sacristie, une clôture de chœur en marbre, les fonts baptismaux , le bénitier du XVIIe siècle, une chape  font partie du patrimoine de la base Palissy.
La poutre de gloire est en fer forgé et formée de branches en volutes avec deux porte-cierges. Elle est du XVIIIe siècle et est accompagnée d'une statue en bois représentant le Christ en croix.

## Autres éléments
Une litre funéraire court sur les murs de l'église, des fresques autrichiennes ont été réalisées pendant la guerre de 1814. 